# Лі Пом Сок
Лі Пом Сок (кор. 이범석, 李範奭, I Beom-seok, Yi Pŏmsŏk; 20 жовтня 1900 — 11 травня 1972) — корейський борець за незалежність, перший прем'єр-міністр Республіки Корея.

## Біографія
Батько Лі був нащадком сина вана Седжона та служив офіцером в армії Чосону.
Ще підлітком брав участь в акціях на підтримку незалежності, за що був засланий до Китаю. 1919 року почав навчатись у військовій академії, школі, метою якої було будівництво нової армії для боротьби за незалежність. Невдовзі Лі брав участь у битві при Ціншаньлі — шестиденній баталії у східній Маньчжурії. Згодом він став генералом Корейської визвольної армії Тимчасового уряду Республіки Корея.
1945 року Лі намагався повернутись на батьківщину, проте був змушений залишитись у вигнанні. Вже наступного оку він все ж зумів повернутись до Кореї, де брав участь у заснуванні Корейського національного молодіжного корпусу. Після того Лі Пом Сок об'єднався з Лі Синманом з метою встановлення унітарного уряду в Південній Кореї. 1 серпня 1948 року Лі став першим прем'єр-міністром новоствореної держави. Обіймав посаду голови уряду до квітня 1950 року.
Після виходу у відставку Лі Пом Сок був послом своєї держави в Республіці Китай, а також секретарем внутрішніх справ Південної Кореї. 1952 та 1956 року балотувався на пост віцепрезидента, втім обидва рази програв вибори. Протягом 1960-их років очолював опозицію. Наприкінці своєї кра'єри Лі був радником Ради національного об'єднання, а також наставником тоді ще сенатора Пак Чон Хі.
10 травня 1972 року Лі здобув ступінь доктора філософії в Тайванській китайській академії. Наступного дня він помер через серцевий напад. Був похований 17 травня на Національному цвинтарі в Сеулі.